# John L. Burton
John Lowell Burton (Cincinnati, 15 dicembre 1932) è un politico statunitense, membro della Camera dei Rappresentanti per lo stato della California dal 1974 al 1983.

## Biografia
Nato a Cincinnati, Burton si laureò in legge all'Università di San Francisco e successivamente divenne avvocato. Entrato in politica con il Partito Democratico, nel 1965 venne eletto all'interno della legislatura statale della California, dove rimase per nove anni.
Nel 1974 Burton venne eletto deputato alla Camera dei Rappresentanti, succedendo al repubblicano dimissionario William S. Mailliard. Negli anni successivi Burton fu riconfermato per altri quattro mandati, finché nel 1982 annunciò il proprio ritiro e tornò a lavorare come avvocato. Negli anni in cui Burton prestò servizio al Congresso, fu deputato anche suo fratello maggiore Phillip, che alla sua morte fu succeduto dalla moglie Sala.
Nel 1988 Burton tornò in politica venendo eletto nuovamente all'interno della legislatura statale della California, dove restò per altri otto anni. Dopo un'altra pausa dalla vita politica, nel 2009 Burton fu eletto presidente del Partito Democratico della California.